# Big6 European Football League
Die Big6 European Football League, kurz Big6, war ein Sportwettbewerb für American-Football-Vereinsmannschaften auf europäischer Ebene, der von 2014 bis 2018 jährlich ausgetragen wurde. Das Endspiel der Big6 war der Eurobowl, der bereits seit 1986 ausgetragen wird und vor 2014 in den Wettbewerb European Football League integriert war.

## Geschichte

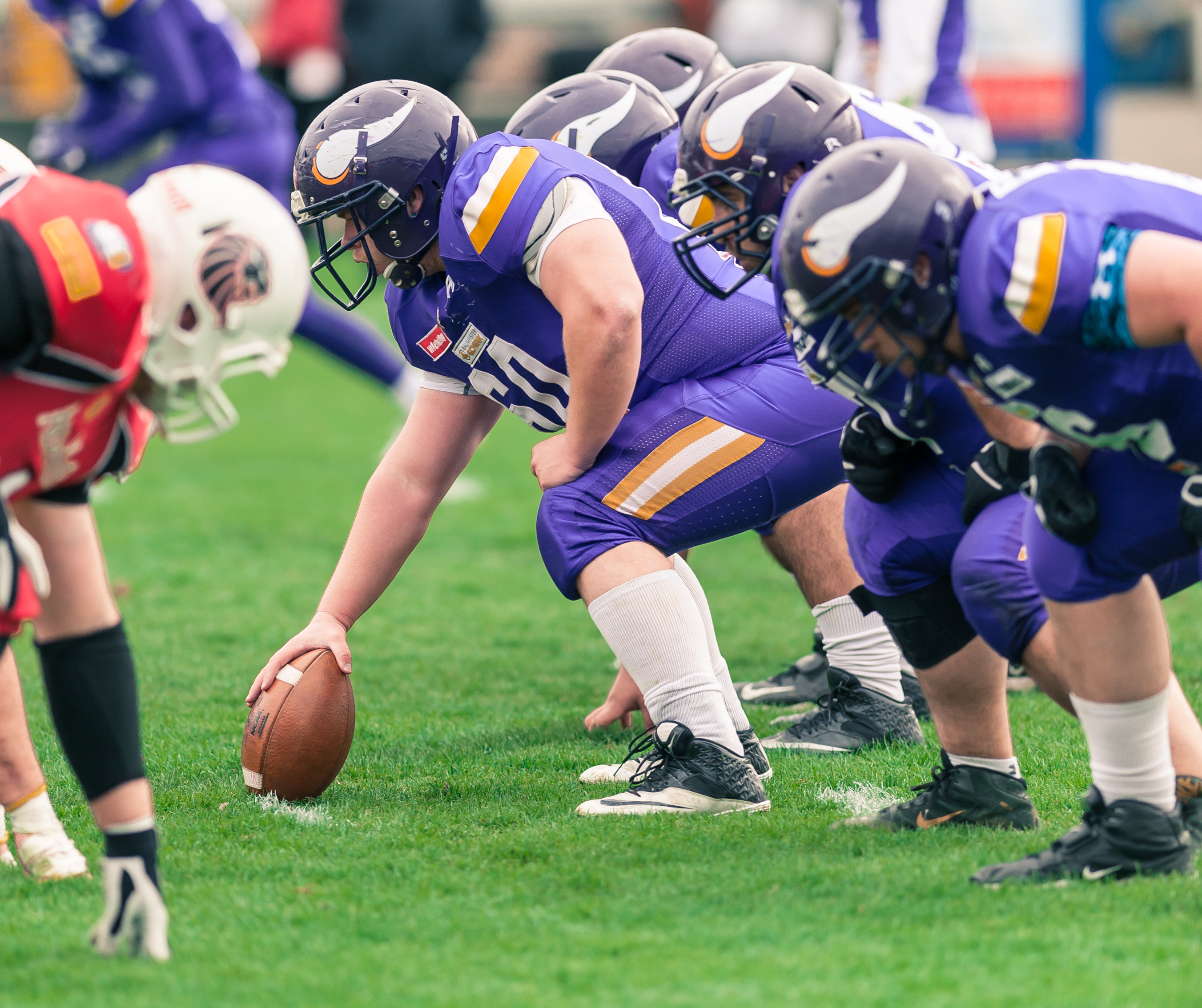
Vienna Vikings gegen New Yorker Lions Braunschweig am 24. April 2016 in Wien

Mit der Gründung der IFAF Europe, dem europäischen Tochterverband der IFAF, sollte der bisherige europäische American-Football-Verband EFAF abgelöst werden. Gleichzeitig installierte die IFAF 2014 den Wettbewerb IFAF Europe Champions League für europäische Vereinsmannschaften. Bis dahin war die European Football League (EFL) der Wettbewerb, in dem die vermeintlich besten Teams Europas gegeneinander antraten. Parallel zur IFAF Europe Champions League wurde die EFL weitergeführt. Offiziell wurde diese nicht von der EFAF ausgerichtet, sondern von den teilnehmenden Mannschaften und deren Nationalverbänden. Um den Wettbewerb attraktiver zu machen und den unterschiedlichen Leistungsniveaus gerechter zu werden, traten die stärksten Mannschaften in einem gesonderten Wettbewerb, der Big6 European Football League (Big6), gegeneinander an. Da die Mannschaften, die in den Jahren zuvor die EFL dominiert hatten, alle an der ersten Saison der Big6 im Jahr 2014 teilnahmen, galt die Big6 als der prestigeträchtigste Wettbewerb für europäische Vereinsmannschaften.
Zur Saison 2017 zog sich der österreichische Verband aus dem Wettbewerb zurück. Mit den Swarco Raiders Tirol nahm eines der österreichischen Teams stattdessen an der Central European Football League (CEFL) teil. Dies wertete die CEFL sportlich deutlich auf. Ein Jahr später nahmen nur noch vier Teams an der Big6 teil und 2019 meldeten nur noch zwei Teams. Diese trugen direkt den Eurobowl aus, eine Big6 fand nicht mehr statt.

## Austragungsmodus
Bis zur Saison 2017 wurde in zwei Gruppen mit jeweils drei Teams gespielt. Dabei trat jedes Team in einer einfachen Runde einmal auswärts an und genoss einmal Heimrecht. Die beiden Gruppensieger traten dann im Eurobowl gegeneinander an.
In der Saison 2018 nehmen nur noch vier Mannschaften am Wettbewerb teil. Dabei spielen die beiden Vorjahresfinalisten jeweils einmal gegen zwei Herausforderer. Jedes Team tritt einmal auswärts an und hat einmal Heimrecht. Danach treten die beiden Teams mit den meisten Punkten im Endspiel um den Eurobowl gegeneinander an.

## Spielzeiten
| Jahr | Teilnehmerfeld                                                                   | Teilnehmerfeld                                                         | Gewinner                      |
| Jahr | Gruppe A                                                                         | Gruppe B                                                               | Gewinner                      |
| ---- | -------------------------------------------------------------------------------- | ---------------------------------------------------------------------- | ----------------------------- |
| 2014 | Dresden Monarchs New Yorker Lions Raiffeisen Vikings Vienna                      | Berlin Adler Calanda Broncos Swarco Raiders Tirol                      | Berlin Adler                  |
| 2015 | Flash de La Courneuve New Yorker Lions Braunschweig (2) Swarco Raiders Tirol (2) | Berlin Adler (2) Schwäbisch Hall Unicorns Vienna Vikings (2)           | New Yorker Lions Braunschweig |
| 2016 | Aix-en-Provence Argonautes New Yorker Lions Braunschweig (3) Vienna Vikings (3)  | Berlin Adler (3) Schwäbisch Hall Unicorns (2) Swarco Raiders Tirol (3) | New Yorker Lions Braunschweig |
| 2017 | Amsterdam Crusaders Badalona Dracs New Yorker Lions Braunschweig (4)             | Berlin Rebels Frankfurt Universe Milano Seamen                         | New Yorker Lions Braunschweig |
|      | Vorjahresfinalisten                                                              | Herausforderer                                                         |                               |
| 2018 | New Yorker Lions Braunschweig (5) Frankfurt Universe (2)                         | Amsterdam Crusaders (2) Flash de La Courneuve (2)                      | New Yorker Lions Braunschweig |

## Ewige Tabelle
Die folgende Tabelle listet die zusammengefassten Ergebnisse aller Gruppenspiele der Big6 EFL.
| Land        | Team                          | J | Sp | S | N | SQ    | P+  | P–  | Diff |
| ----------- | ----------------------------- | - | -- | - | - | ----- | --- | --- | ---- |
| Niederlande | Amsterdam Crusaders           | 2 | 04 | 1 | 3 | 0.250 | 062 | 139 | −077 |
| Frankreich  | Aix-en-Provence Argonautes    | 1 | 02 | 0 | 2 | 0.000 | 000 | 095 | −095 |
| Spanien     | Badalona Dracs                | 1 | 02 | 0 | 2 | 0.000 | 033 | 101 | −068 |
| Deutschland | Berlin Adler                  | 3 | 06 | 2 | 4 | 0.333 | 075 | 206 | −131 |
| Deutschland | Berlin Rebels                 | 1 | 02 | 1 | 1 | 0.500 | 024 | 024 | ±000 |
| Deutschland | New Yorker Lions Braunschweig | 5 | 10 | 9 | 1 | 0.900 | 318 | 106 | +212 |
| Schweiz     | Calanda Broncos               | 1 | 02 | 0 | 2 | 0.000 | 037 | 082 | −045 |
| Frankreich  | Flash de la Courneuve         | 2 | 04 | 0 | 4 | 0.000 | 040 | 142 | −102 |
| Deutschland | Dresden Monarchs              | 1 | 02 | 1 | 1 | 0.500 | 051 | 052 | −001 |
| Deutschland | Frankfurt Universe            | 2 | 04 | 3 | 1 | 0.750 | 136 | 038 | +098 |
| Italien     | Milano Seamen                 | 1 | 02 | 1 | 1 | 0.500 | 026 | 051 | −025 |
| Deutschland | Schwäbisch Hall Unicorns      | 2 | 04 | 3 | 1 | 0.750 | 130 | 072 | +058 |
| Osterreich  | Swarco Raiders Tirol          | 3 | 06 | 4 | 2 | 0.667 | 217 | 082 | +135 |
| Osterreich  | Vienna Vikings                | 3 | 06 | 3 | 3 | 0.500 | 161 | 120 | +041 |

Legende
J: Spielzeiten, Sp: Spiele, S: Siege, N: Niederlagen, SQ: Siegquotient, P+: gemachte Punkte, P–: gegnerische Punkte, Diff: Punktedifferenz